# عين الله محمودي الهمداني
عين الله محمودي الهمداني (ولد عام 1313 هـ / 1896م، همدان، إيران - توفي في 15 رمضان 1388 هـ / 6 ديسمبر 1968 ، طهران ) كان مناضلاً من أجل الحرية، وضابطًا عسكريًا ، ورجل أعمال ، ومهندسًا ، وأحد المؤسسين الأوائل لتوسيع خطوط الهاتف والاتصالات في إيران. ولذلك يعتبره البعض أب صناعة الاتصالات في إيران.

## حياة
عين الله خان محمودي هو ابن فتح الله خان ومن نسل محمود خان أفشار (أحد شيوخ عشيرة أفشار). في البداية، أثناء الحرب العالمية الأولى واحتلال إيران ، انضم وهو صغير جدًا إلى لواء القوزاق (أو القوزاق ) لتحرير إيران ومنع احتلال الروس لها، وعمل ضابطًا في جيش القوزاق. لعدة سنوات.

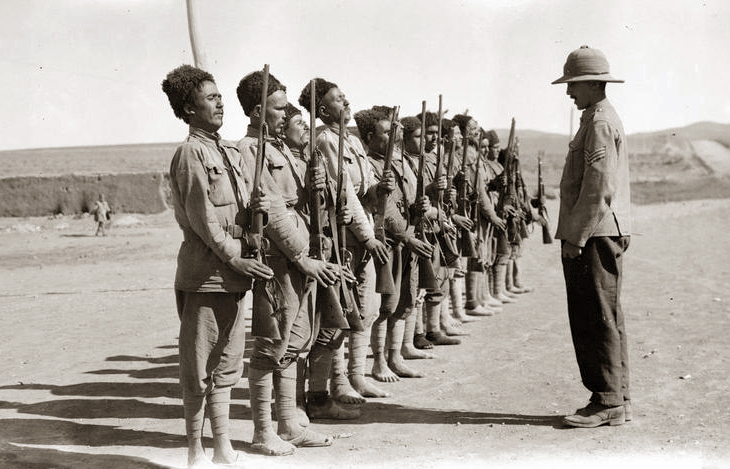
القوات البريطانية في همدان بقيادة ليونيل دونسترفيل

## الاتصالات السلكية واللاسلكية
وحتى عام 1348 هـ / 1929م كان التعامل مع شؤون الهاتف من مسؤولية "وزارة الزراعة والتجارة والأشغال العامة". لكن في ذلك العام، وبسبب تهرب بعض الشركات من التزاماتها، تم تسليم شؤون الهاتف وشكاوى المشتركين إلى وزارة البريد والبرق، وتم تغيير اسم الوزارة إلى "وزارة البريد، التلغراف والهواتف". وفي عام 1310هـ، اشترت هذه الوزارة جميع أسهم شركة الهاتف بحصولها على قرض قدره مليون تومان من البنك الوطني الإيراني من أجل التركيز على شؤون الاتصالات. في الوقت نفسه، وبسبب الظروف القاسية لقوات الدرك وإرسال قوات الجيش إلى أماكن مختلفة للقيام بدوريات وقمع التمردات المحلية، عين الله محمودي، الذي تمت ترقيته أيضًا بسبب ولائه لكنه عارض نقله إلى تنظيم آخر، تم نقله إلى قصر سعد آباد وذهب إلى رضا شاه للشكوى. يمنعونه من دخول القصر بسبب خطة رضا شاه لزيارة المباني الجديدة. ولكن بعد عدم الاستماع إلى تحذير الحرس الملكي، يضع نفسه في طريق سيارة الملك. أمر رضا شاه بالتوقف ونزل من السيارة. بعد سماع مطالب عين الله محمودي، أصدر على الفور أمراً تنسيقياً للتحويل من فرقة درك همدان إلى قسم الهاتف المنشأ حديثاً، والذي كان يفتقر إلى طاقم الإدارة. كان عين الله محمودي أحد المديرين التنفيذيين لإدارة الهاتف الإيرانية ( شركة الاتصالات الإيرانية لاحقًا) منذ أن تولى قاسم خان صور إسرافيل منصب وزارة البريد والبرق كوزير أول حتى تقاعده.

### المراحل المتأخرة من العمر
تقاعد أخيرًا من وزارة الهاتف والبرق الإيرانية بعد عدة عقود من الخدمة في حماية وتنمية إيران. ولكن نظراً لمهارة هندسة الاتصالات التي وجدها واهتمامه الشديد بهذا المجال، فقد قام حتى وفاته بإصلاح الأجزاء والدوائر الكهربائية والإلكترونية والاتصالات السلكية واللاسلكية في التقنيات المتقدمة في عصره، مثل الراديو والهاتف، مجاناً للعاملين في مجال الاتصالات. الناس من حوله الدفع. أراد بناء أول ورشة لقطع غيار الاتصالات في إيران، لكنه لم يحقق حلمه أبدًا.
توفي في 25 كانون الأول (ديسمبر) 1347  بطهران عن عمر يناهز السبعين عامًا. ودفن قبره شمال مقبرة ابن بابويه التاريخية.

## هامش
1. 1 2  كتيب تاريخ شركة الهاتف الإيرانية
2. 1 2  بروشور تاریخچه شرکت تلفن ایران

## صالة عرض

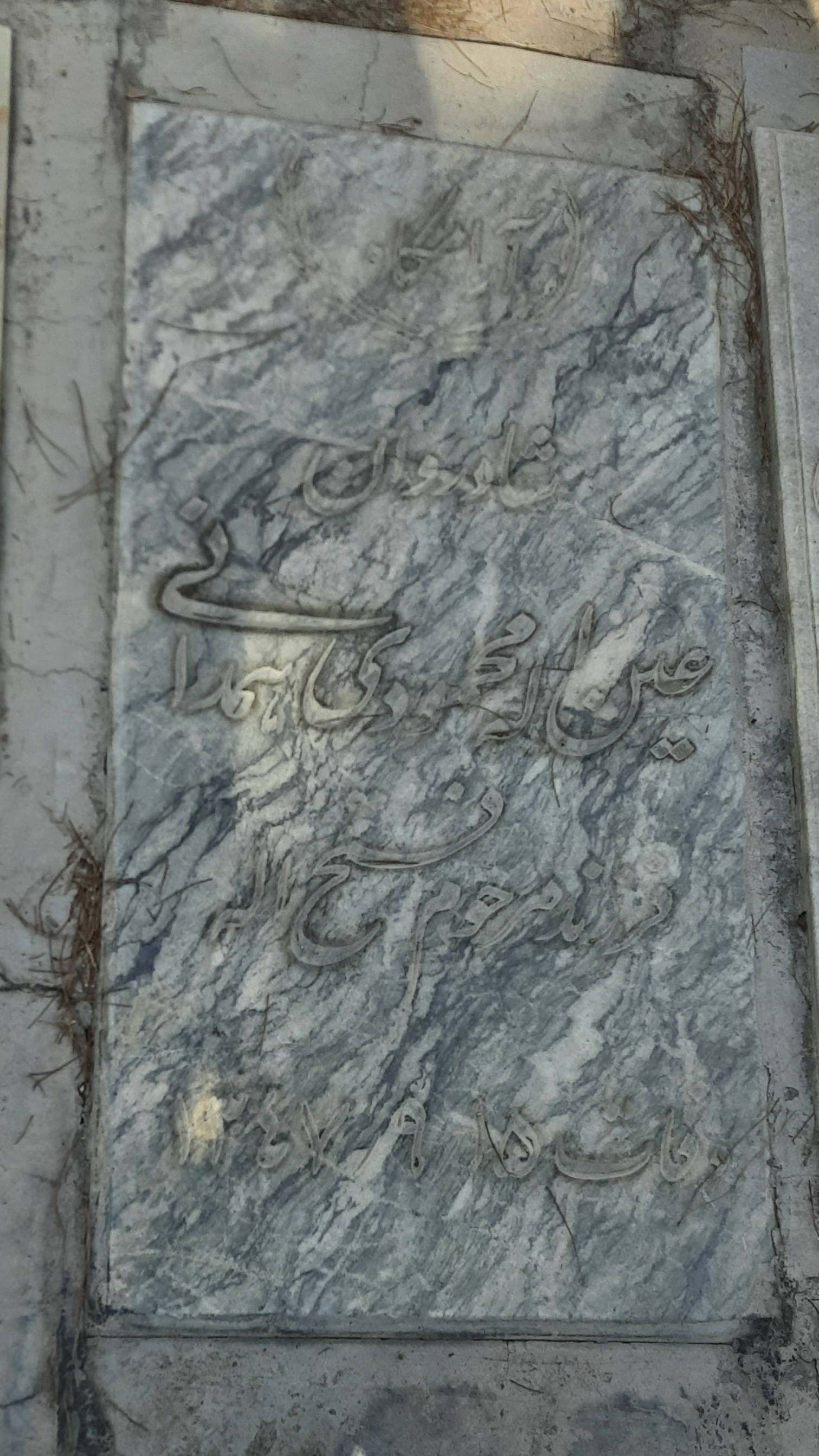
شاهد القبر
وساموزارة البريد والهاتف والكهرباء
العلامة لمدينة مارس
وسام الفرا
شارة الخدمة العسكرية من الدرجة الثالثة
جوائز الجدارة العسكرية من النوع الأول – الدرجة الثانية